# The Launch of Shamrock III
The Launch of Shamrock III è un cortometraggio muto del 1903. Il nome del regista non viene riportato nei credit del film né vi appare quello di un operatore.
Il film documenta il varo dello Shamrock III, appartenente a Sir Thomas Lipton, il challenger dell'edizione 1903 dell'America's Cup. Lo Shamrock III rappresentava l'irlandese Royal Ulster Yacht Club ed era la terza imbarcazione alla quale Lipton dava il nome di Shamrock (il trifoglio, uno dei simboli dell'Irlanda). La sfida sarebbe finita tre a zero, con la vittoria della barca USA, il Reliance di Nathaniel Herreshoff, in rappresentanza dell'americano New York Yacht Club.
L'imbarcazione, che era stata disegnata dallo scozzese William Fife, fu varata il 17 marzo 1903 nei cantieri navali William Denny & Bros. a Dumbarton.

## Produzione
Il film fu prodotto dalla Hepworth e venne girato in Scozia, a Dumbarton.

## Distribuzione
Distribuito dalla Hepworth, il documentario - un cortometraggio della lunghezza di 45,7 metri - presumibilmente uscì nelle sale cinematografiche britanniche nel 1903.
Non si hanno altre notizie del film che si ritiene perduto, forse distrutto nel 1924 quando il produttore Cecil M. Hepworth, ormai fallito, cercò di recuperare l'argento del nitrato fondendo le pellicole.